# Mindgames
Mindgames is een (neo-)progressieve-rockband uit België. De band wordt opgericht in 1997 door Eric Vandormael (bass) en Bart Schram (zang). Na een aantal advertenties in muziektijdschriften worden Benny Petak (drums, percussie) en Tom Truyers (piano, keyboards) aangetrokken. De band bestaat dan voor ongeveer anderhalf jaar uit vier leden. In 1999 wordt een demo opgenomen met de nummers Mental Argue, Signs From The Sky en Dreamin' The Circus.
In 2000 voegt gitarist Rudy Van Der Veken zich bij het viertal. Vanaf dan wordt er gewerkt naar een debuut cd. Die verschijnt in het najaar van 2002 onder de titel International Daylight. Daar is op te horen dat de band vooral refereert aan voorbeelden zoals Yes, Jethro Tull, Genesis en Frank Zappa. 
Begin 2003 wordt er dan beslist om de International Daylight te verdelen via de Franse distributiefirma Musearecords. Daardoor krijgt de groep gedurende 2003 internationaal vrij lovende recensies.

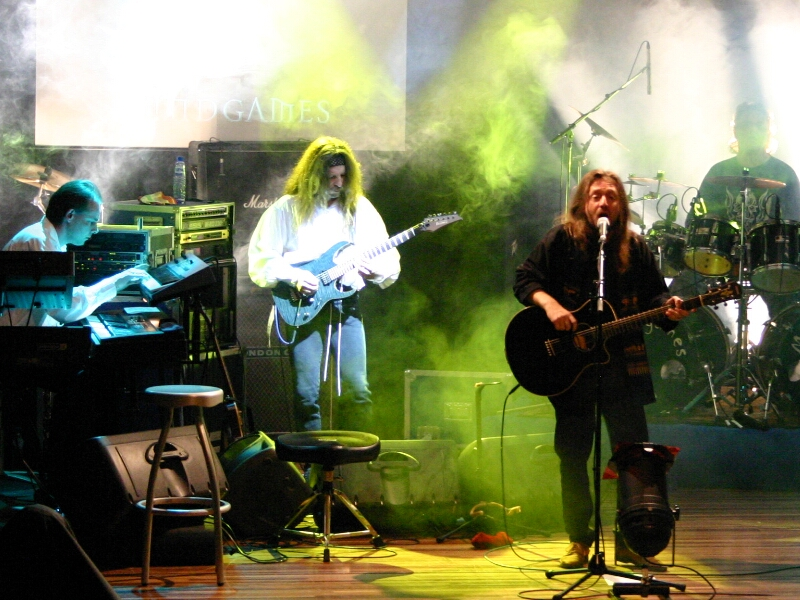
Mindgames bij de voorstelling van de cd "Actors in A Play", 11 februari 2006

Iets later organiseert Prog-Nose te Wilrijk (nabij Antwerpen) een allereerste progrockfestival in Vlaanderen, waarbij Mindgames de afsluiter is. Hierdoor raakt snel de sterke live-reputatie van de groep bekend. Het duurt dan ook niet lang of ze worden ook gevraagd om de affiche van Progrésiste Convention te vervolledigen (in de vermaarde Spirit of 66 te Verviers). Waarna ze een maand later dan ook nog te zien zijn op  Progfarm festival in Bakkeveen (Friesland).
Het jaar 2005 wordt volledig in beslag genomen voor het componeren van nieuwe nummers. 
Begin 2006 verschijnt dan het album Actors In A Play. Opvallend is de sterke productie, die Frank Van Bogaert op zijn palmares mag noteren. Het is een conceptalbum dat in zes bedrijven het relaas vertelt van enkele acteurs die de revue passeren, om uiteindelijk tot de conclusie te komen dat de wereld fungeert als één toneelstuk.

De cd krijgt vooral vanuit Duitsland veel bijval, en mag in deze streken dan ook op sterke verkoopcijfers rekenen.
Enkele muzikale meningsverschillen, die tijdens de creatie van Actors In A Play zijn ontstaan, geven iets later toch de doorslag om de samenwerking met bassist Eric Vandormael stop te zetten.
Na enkele tijdelijke vervangers, wordt Maximilian von Wüllerstorff aangehaald als nieuwe bassist.
Iets daarna komt Mindgames met hun derde album "MMX". Deze wordt heel toepasselijk uitgebracht op 1 januari 2010. 

## Discografie
- Demo (1999)
- International Daylight (2002)
- Actors in a Play (2006)
- (2010)

## Bandleden
- Bart Schram - zang, akoestische gitaar
- Tom Truyers - keyboard, piano
- Sandro Starita - gitaar
- Maximilian von Wüllerstorff - bas
- Benny Petak - drums, percussie

## Oud-bandleden
- Rudy Van Der Veken - gitaar (2000-2011)
- Eric Vandormael - bas (1997-2006)